# 38 Camelopardalis
38 Camelopardalis är en orange jätte i stjärnbilden Giraffen.
Stjärnan har visuell magnitud +7,15 och inte synlig utan fältkikare. Den befinner sig på ett avstånd av ungefär 690 ljusår.